# ライスツーク

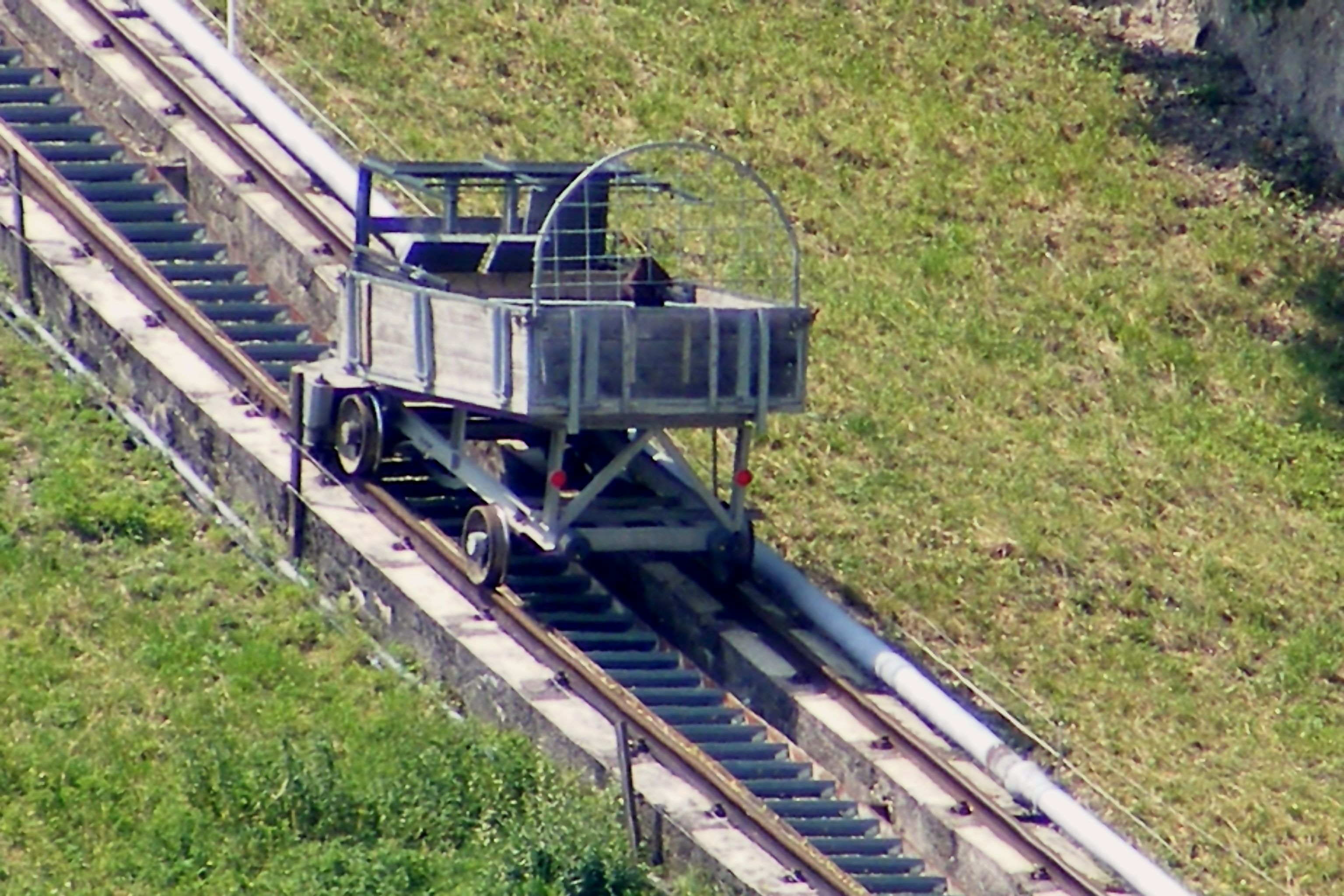
ライスツーク車両

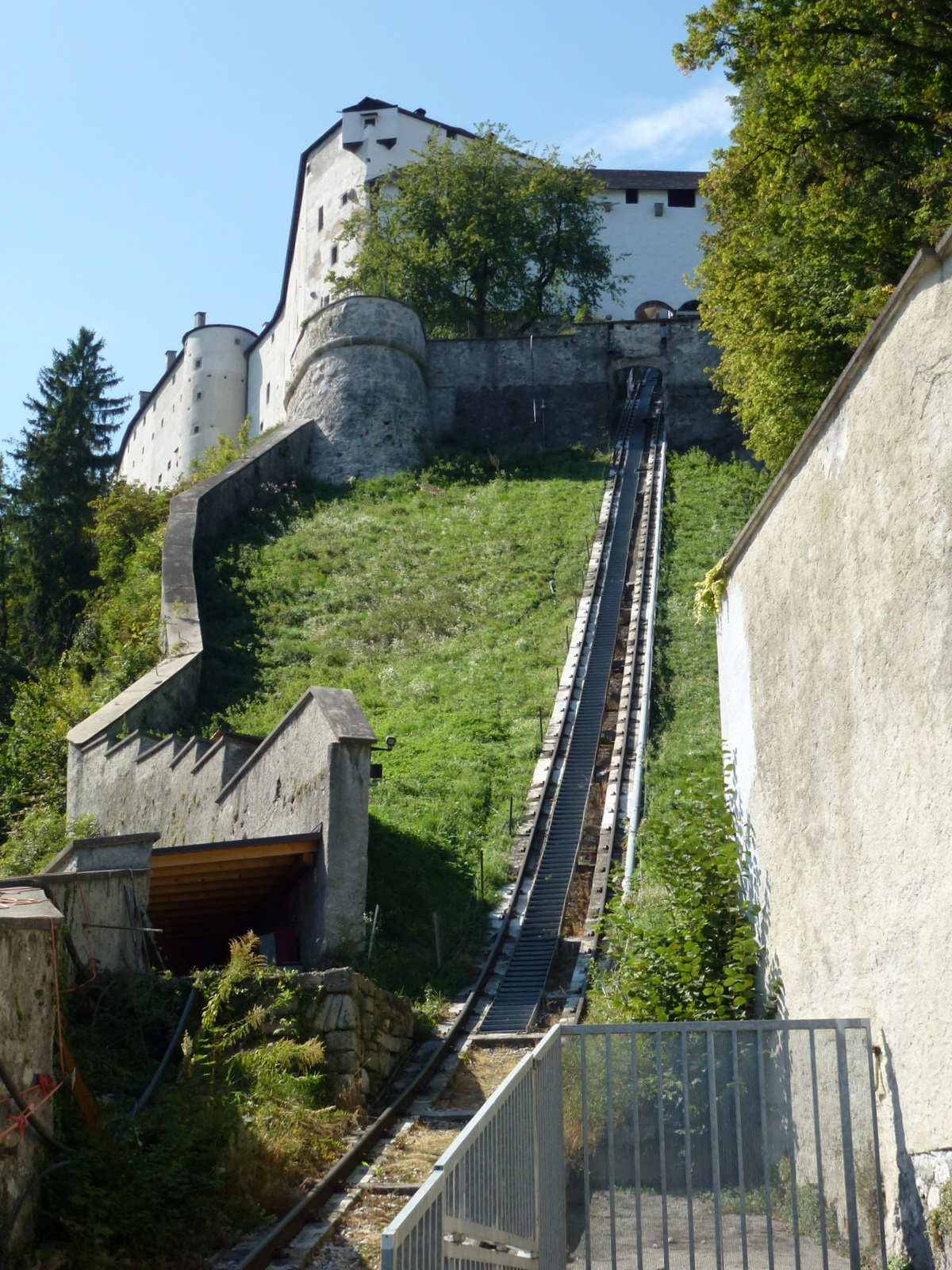
下側からのルート眺望

ライスツーク（独: Reißzug、英: Reisszug または Reiszug）は、オーストリア共和国ザルツブルク州ザルツブルク市にあるホーエンザルツブルク城への貨物搬入を行うための、私設のフニクラー鉄道である。
当鉄道は、1495年または1504年のいずれかにまでさかのぼると信じられている、最高齢の鉄道として有名である。
ホーエンザルツブルク城への公共アクセスを提供するフニクラーとして、1892年より運行されているフェストゥングスバーン (Festungsbahn) を、ライスツークと混同してはならない。

## 歴史

### 初期史
当路線は、後にザルツブルク大司教となる、マッテウス・ランク枢機卿によって1515年に最初に文書化されている。
これらの日付は、世界で最も古いと知られているフニクラー、かつおそらく最も古くから存在していた鉄道とみなすことができる。
ライスツークは、城壁を通じて当初のルートをいまだに辿っている。
ライスツークは、城の東壁の下側にある、ノンベルク修道院の敷地から始まっている。
その後、5同心の防壁を通過する途中で、ライスツークは中央の城塞中庭へと65パーセントの勾配で上昇している。
出入口の各壁を当路線が通過する地点で、それぞれ頑丈な木製ドアによって閉じることができる。
出入口の存在および明白な歳月は、ランク枢機卿による当路線の説明を立証するのに貢献している。

### 近代史
当路線では、当初ソリ状の走行車を利用していたかもしれないが、木製レールおよび車輪は既に採用されていた。
運搬は、大麻繊維のロープによって行われていた。
1910年までは、人間または動物の力によって当路線を作動させていた。
長年にわたって当路線は改修されており、最近では1988年〜1990年に何度か再構築されている。
今日では、当路線は鋼製レールおよび鋼製ケーブルを使用している。
電気モーターによる牽引が行われており、その運行を監視するために閉回路テレビ・システムが使用されている。

## 技術諸元
当鉄道は現在変化しており、路線は以下の技術諸元となっている。
| 構造       | 単線 |
| 運行モード | 手動 |
| 路線長     | 190メートル (620 ft) |
| 高さ       | 80メートル (260 ft) |
| 最大勾配   | 67% |
| 駅数       | 2駅 ノンベルク (Nonnberg)（北緯47度47分44秒 東経13度03分02秒 / 北緯47.795571度 東経13.050654度、下部） フェストゥンク (Festung)（北緯47度47分45秒 東経13度02分55秒 / 北緯47.795817度 東経13.048546度、上部） |
| 車両数     | 1両 |
| 定員       | 3名/2,500キログラム (5,500 lb) |
| 軌間       | 1,300 mm (4 ft 3 ⁄16 in) |
| 最高速度   | 0.5メートル毎秒 (1.6 ft/s) |
| 移動時間   | 5分45秒 |
| 牽引       | 電気 |